# James E. Bailey

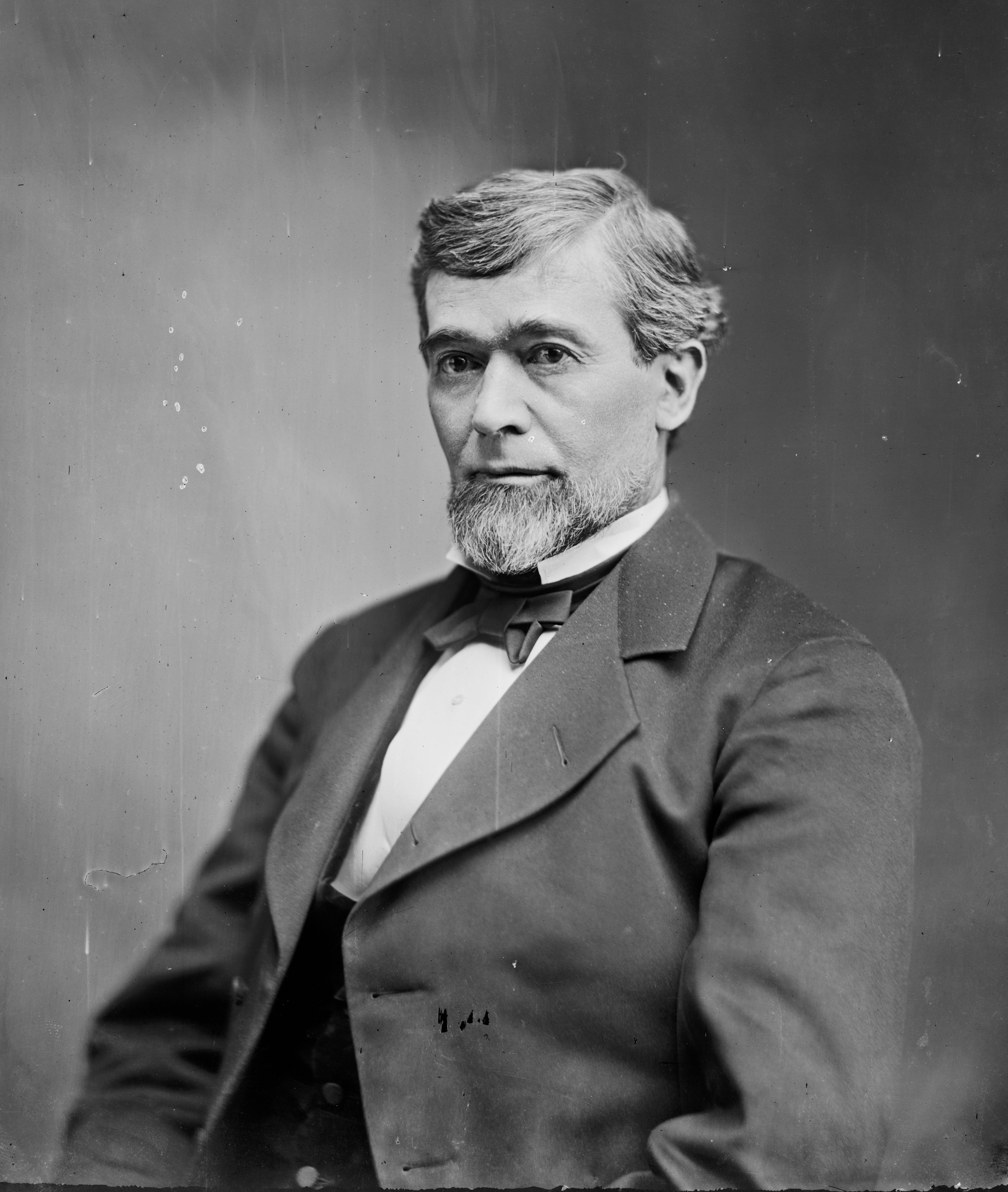
James E. Bailey

James Edmund Bailey, född 15 augusti 1822 i Montgomery County, Tennessee, död 29 december 1885 i Clarksville, Tennessee, var en amerikansk politiker och jurist. Han representerade delstaten Tennessee i USA:s senat 1877-1881.
Bailey studerade juridik och inledde 1843 sin karriär som advokat i Clarksville. Han var 1853 ledamot av Tennessee House of Representatives, underhuset i delstatens lagstiftande församling. I sin ungdom var han medlem i whigpartiet men gick senare med i demokraterna.
Bailey deltog i amerikanska inbördeskriget i Amerikas konfedererade staters armé och befordrades till överste. Guvernör John C. Brown utnämnde honom 1874 till domare i skiljedomstolen (Court of Arbitration).
Bailey efterträdde 1877 David M. Key som senator. Han kandiderade till omval utan framgång. Bailey efterträddes 1881 som senator av Howell Edmunds Jackson.
Efter tiden som senator återvände Bailey till arbetet som advokat. Hans grav finns på Greenwood Cemetery i Clarksville.